# Гаркавий Михайло
Михайло Гаркавий (1950) — радянський хокеїст, нападник.

## Спортивна кар'єра
Виступав за команди «Динамо» (Київ) і «Хімік» (Дніпродзержинськ). У вищій лізі провів 2 матчі.

## Статистика
| Сезон   | Клуб                       | Ліга   | І | Г | П | О | ШХ |
| ------- | -------------------------- | ------ | - | - | - | - | -- |
| 1968-69 | «Динамо» (Київ)            | СРСР   | 0 | 0 |   |   |    |
|         | «Динамо» (Київ)            | СРСР-2 |   | 5 |   |   |    |
| 1969-70 | «Динамо» (Київ)            | СРСР   | 2 | 0 |   |   |    |
| 1970-71 | «Хімік» (Дніпродзержинськ) | СРСР-3 |   | 8 |   |   |    |